# 時空のクロス・ロード
『時空のクロス・ロード』（じくうのクロス・ロード）は、鷹見一幸による日本のライトノベル。イラストはあんみつ草。電撃文庫（アスキー・メディアワークス）より、2000年9月から2003年8月にかけて刊行された。

## 概要
鷹見一幸が榎野英彦名義で第六回電撃ゲーム小説大賞に応募し、最終選考にまで残った『ピクニックは終末に』という作品がもとになっている。
各巻毎にオムニバス形式になっており、主人公は各作品により異なっている。少年少女が機構と呼ばれる謎の組織の人間に導かれ、平行世界を訪れ、その世界を滅亡の危機からより良い方向へと変革するのに一役買うという物語になっている。
このシリーズは大きく3つに分かれる。
一つ目は『ピクニックは終末に』『サマーキャンプは突然に』『バースディは永遠に』である。これはそれぞれの主人公達が謎の老人の導きにより、三日熱（これは水疱瘡の設定になっている）が流行している世界で、彼らと親しい人々が生き残る為に選ばれし者と呼ばれる組織と戦うのを彼らなりの力で助けるストーリーである。この世界では水疱瘡に対する免疫力がない為世界的流行に人類が耐える事ができず、文明を維持するのが困難な状態になった世界と設定されている。
二つ目は『緑の指の女の子』『黄色い瞳の男の子』『赤い心の女の子』である。前シリーズが病気による世界の滅亡を描いたのに対し、こちらは人々が積み重ねてきたモノ（環境破壊等）や心の荒廃による社会性不安を背景にした世紀末に近い描かれ方であり、主人公または彼らに近しい者達による「正しい方向への矯正」のようなものが描かれている。
最終巻となる『一番列車は朝焼けに』は最初のシリーズに登場した『三日熱が蔓延した世界』を舞台にしている。しかし最初のシリーズと異なる点は、主人公は最初からその世界に暮らしていた人物という事である。ある国で発生した原因不明・治療法不明の病気、それが世界にあっという間に広まっていき、文明というものが無力なものになって行く様が描かれる。これは偶然にも同時期に現実世界で起こった『サーズ』の事件と重なる事もあり、重厚な仕上がりになっている。

## 登場人物

### ピクニックは終末に
木梨 幸水（きなし ゆきみず）
『ピクニックは終末に』の主人公。写真部部員。小学生時代に書いた作文の将来の夢は『消火器』。偶然撮影したイェロヒムの写真から三日熱が蔓延した平行世界へ行く。キャンプ料理が得意。高校卒業後は薬学部へ進学、薬剤師となり最上真一の母が勤務する病院に就職する。
『バースディは永遠に』『赤い心の女の子』でも登場。
水樫 香織（みずかし かおり）
『ピクニックは終末に』のヒロイン。幸水の幼馴染。幸水を「コースイ」と呼ぶ。写真部所属。高校卒業後は看護師になっている。
平行世界ではキャンプでお母さん的存在となり、子供達を守る。
栗野 武士（くりの たけし）
『ピクニックは終末に』より登場。幸水達とは同級生。サバイバルオタク。
平行世界ではキャンプの警備主任のような立場。幸水が去った後にやってきた夏実や樟の素性に気づき、彼らに協力を要請する。

### サマーキャンプは突然に
朝霧 夏実（あさぎり なつみ）
『サマーキャンプは突然に』の主人公。イェロヒムの導きで平行世界へ行く、杖術を使う活発な少女。ストレスを溜め込むと一からカレーライスを作る。弟に言わせると当たり外れが大きいが、成功するとプロ顔負けの腕の持ち主。整体師を目指す。
平行世界のもう一人の彼女は三日熱に感染した模様だが、生死は不明。
『バースディは永遠に』『赤い心の女の子』でも登場。
結城 立也（ゆうき たつや）
『サマーキャンプは突然に』より登場。小さい頃夏実の近所に住んでいた。有数の進学校に進学。
平行世界では両親・弟共に死亡するが彼だけが生き残り、父が残したコンピュータを駆使して皆を知能面でサポート。それを活かし平行世界では数少ない医者となる。また栗野のサバイバルの知識と彼のCADの技術により、戦闘車両も設計する。

### バースディは永遠に
楠本 樟（くすもと しょう）
『バースディは永遠に』の主人公。10年前水難事故に遭い、その際幼馴染の花美と実父を喪うが彼は助けられた。平行世界ではその事故で彼と花美の実父が死亡している。その事故が心の傷となり、自分の居場所が見つからなかった時イェロヒムに出会い平行世界へ行く。幸水や夏実とは違い平行世界での自分の居場所を見つけ、自分の世界に戻らず花美と共に生きる道を選ぶ。
『一番列車は朝焼けに』にも登場。
千高 花美（ちだか はなみ）
『バースデイは永遠に』のヒロイン。樟のいた世界では既に死亡しており、平行世界でのみ生存している。10年前の事故で樟が見つけられなかった答えを見つけていた。初出は『サマーキャンプは突然に』で、夏実からカレー作りの基礎を伝授される。

### 緑の指の女の子
幸原 雅之（こうばら まさゆき）
『緑の指の女の子』の主人公。高校では化学部に入っていて、自立できる巨大なプリンを作ることに熱中している。
神永 瑞穂（かみなが みずほ）
『緑の指の女の子』のヒロイン。植物に触れる事により、その感情を読み取る事ができる。
幸原 雅美（こうばら まさみ）
雅之の姉。瑞穂が通う女子高に通っている。｢姉御｣と呼ぶのがぴったりな豪快かつサッパリした性格。
柿田川 千夏（かきたがわ ちなつ）
本名はカミナガ・千夏。平行世界における雅之と瑞穂の孫。毒性植物から毒を取り除く研究のために雅之達の前に現れる。

### 黄色い瞳の男の子
浅間 健一（あさま けんいち）
『黄色い瞳の男の子』の主人公。意識を集中すると物の『構成』を視る事ができる。その際薄く瞳が黄色になるが、この色はその『力』に比例する。『赤い心の女の子』にも登場。
榛名 朋恵（はるな ともえ）
『黄色い瞳の男の子』のヒロイン。コロッケ屋の一人娘。年齢に比べ身長が低い。
日向 邦之（ひゅうが くにゆき）
『黄色い瞳の男の子』から登場。健一の親友。本来は変数ではなかったが、無理やり健一達の時空転移について来てしまい、持ち前の行動力で平行世界の変革に一役買い変数と認められる。身体能力が高く、健一と一緒に組んで活躍する。『赤い心の女の子』にも登場。
山城 奈美（やましろ なみ）
『黄色い瞳の男の子』に登場。
健一と智恵の幼馴染。邦之に好意をよせる。
浅間 智美（あさま ともみ）
『黄色い瞳の男の子』に登場。平行世界における健一と朋恵の娘。

### 赤い心の女の子
最上 真一（もがみ しんいち）
『赤い心の女の子』の主人公。父は流通関係に勤め、母は看護師。鼻がよく利く。
鈴谷 有紀（すずや ゆき）
『赤い心の女の子』のヒロイン。真一の中学時代の同級生。何かと真一の前に現れお節介を焼こうとする。

### 一番列車は朝焼けに
筑摩 和彦（ちくま かずひこ）
『一番列車は朝焼けに』の主人公。三日熱の流行により、鉄道マンの父と母、妹を失う。流行するまでは鉄道の技術者等を育成する高校に通っていた。
流行による町の荒廃により希美を連れ逃げ出す。キャンプではその知識を生かし、荒廃した世界に鉄道を復活させようと奮闘する。
シリーズ中、唯一時空転移しない主人公。『リセット・ワールド』にも登場。
長崎 みどり（ながさき みどり）
和彦の中学時代の同級生。両親を三日熱で失い和彦の家に同居するが間も無く罹患、他界する。いつも笑顔を浮かべていた女性。
希美（のぞみ）
和彦の妹、美鈴の友人。三日熱が流行し出す少し前に和彦と会っていて、ほのかな憧れを抱いていた。両親が死に自宅の門前で立ち尽くしていた所を和彦に拾われる。

### 機構の関係者
イェロヒム
変数たりうる者達の前に突然現れては彼らを異世界へと導く謎の老人。その正体は時空管理機構の並行軸管理官。最初のシリーズで主人公達を別世界に送りながらも殆ど助言はせず、傍観者に徹している。
幸水からしてみれば人任せにしか見えない行動だが、ナサニエルから見た彼の行動は「世界に最小限の影響しか与えない」素晴らしい眼力、らしい。階級はナサニエルより上。名前は『赤い心の女の子』で判明。『でたまか』にも登場する。
ナサニエル
『新・時空のクロス・ロード』で主人公達を導く時空管理機構の管理官。主人公達が存在するエリルセナント線に沿った並行世界を担当している。見た目は三十代位の男。イェロヒムと異なり消極的ではあるが主人公達に可能な限り助言や助力を行う。
洗馬（せば） / セバスチャン
一見ただの老人に見えるが、実はバイオテクノロジーが発達した世界で生まれたバイオノイド。

## 既刊一覧
1. 時空のクロス・ロード ピクニックは終末に （2000年）　ISBN 4-8402-1610-X
2. 時空のクロス・ロード 2 サマーキャンプは突然に （2001年）　ISBN 4-8402-1759-9
3. 時空のクロス・ロード 3 バースディは永遠に （2001年）　ISBN 4-8402-1898-6
4. 新・時空のクロス・ロード　緑の指の女の子 （2002年）　ISBN 4-8402-2077-8
5. 新・時空のクロス・ロード 2 黄色い瞳の男の子 （2002年）　ISBN 4-8402-2193-6
6. 新・時空のクロス・ロード 3 赤い心の女の子 （2003年）　ISBN 4-8402-2312-2
7. 時空のクロス・ロード 最終譚 一番列車は朝焼けに （2003年）　ISBN 4-8402-2440-4